# ナッシュ・ウォルターズ
ナッシュ・オーウェン・ウォルターズ（Nash Owen Walters、1997年5月18日 - ）は、アメリカ合衆国・テキサス州タイラー出身のプロ野球選手（投手）。右投右打。中日ドラゴンズ所属。

## 経歴

### ブルワーズ傘下時代
2015年のMLBドラフト3巡目（全体90位）でミルウォーキー・ブルワーズから指名され、入団。テキサスA&M大学からも奨学金付きのオファーを受けていたが、プロ入りを選択した。
同年は傘下Rookie級アリゾナリーグ・ブルワーズで11試合に登板し1勝0敗、防御率4.15の成績だった。
2017年シーズンに肘を故障し、同年のシーズンは全休した。その後、同年オフにトミー・ジョン手術を受け、翌2018年シーズンもリハビリのため全休した。
その後、ブルワーズ傘下では2022年シーズンまでプレーした。ブルワーズ傘下では最高で傘下AAA級ビロクシ・シャッカーズまで昇格したが、メジャー昇格は果たせなかった。

### エンゼルス時代
2022年9月4日、金銭トレードでロサンゼルス・エンゼルスに移籍。ジョナサン・ディアスの故障者リスト入りに伴い、移籍と同時に40人枠入りした。
その後、傘下AAA級ソルトレイク・ビーズでの出場を経て、9月29日にアーチー・ブラッドリーの故障者リスト入りに伴いメジャー初昇格。10月5日の対オークランド・アスレチックス戦（リングセントラル・コロシアム）においてメジャー初登板を果たした。この試合では先発した大谷翔平の後を受けて6回裏から登板し、0.1回を投げて被安打1、与四球1の成績を残した。
シーズンオフの11月18日にフリーエージェントとなった。12月14日にエンゼルスとマイナー契約を結び再契約したが、2023年3月24日にエンゼルスから放出された。

### ホワイトソックス傘下～ナショナルズ傘下時代
2023年4月19日にシカゴ・ホワイトソックスとマイナー契約を結ぶ。契約後は傘下AA級バーミングハム・バロンズとAAA級シャーロット・ナイツで出場したが通算防御率9点台と打ち込まれ、7月13日に放出された。
その後、7月21日にワシントン・ナショナルズとマイナー契約を結んだ。シーズン終了後に一旦フリーエージェントを選択したが、12月19日にナショナルズと再契約した。
2024年シーズンは最高で傘下AAA級ロチェスター・レッドウイングスまで昇格したが、メジャー再昇格は果たせなかった。オフの11月6日にフリーエージェントとなった。

### 中日時代
2025年1月28日、日本プロ野球の中日ドラゴンズが契約したことを発表した。背番号は94。推定年俸は6000万円。

## 選手としての特徴・人物
最速160km/hのストレートと、スライダー、スプリットなどの変化球を投げる。
テキサス州出身ということもあり、中日への入団会見の際にはカウボーイハットを持参して臨んだ。

## 詳細情報

### 年度別投手成績
| 年 度     | 球 団     | 登 板 | 先 発 | 完 投 | 完 封 | 無 四 球 | 勝 利 | 敗 戦 | セ 丨 ブ | ホ 丨 ル ド | 勝 率 | 打 者 | 投 球 回 | 被 安 打 | 被 本 塁 打 | 与 四 球 | 敬 遠 | 与 死 球 | 奪 三 振 | 暴 投 | ボ 丨 ク | 失 点 | 自 責 点 | 防 御 率 | W H I P |
| --------- | --------- | ----- | ----- | ----- | ----- | -------- | ----- | ----- | -------- | ----------- | ----- | ----- | -------- | -------- | ----------- | -------- | ----- | -------- | -------- | ----- | -------- | ----- | -------- | -------- | ------- |
| 2022      | LAA       | 1     | 0     | 0     | 0     | 0        | 0     | 0     | 0        | 0           | .000  | 3     | 0.1      | 1        | 0           | 1        | 0     | 0        | 0        | 0     | 0        | 0     | 0        | 0.00     | 6.00    |
| 通算：1年 | 通算：1年 | 1     | 0     | 0     | 0     | 0        | 0     | 0     | 0        | 0           | .000  | 3     | 0.1      | 1        | 0           | 1        | 0     | 0        | 0        | 0     | 0        | 0     | 0        | 0.00     | 6.00    |

- 2024年度シーズン終了時

### 記録

#### 初記録
投手記録
- 初登板：2025年6月17日、対オリックス・バファローズ1回戦（バンテリンドーム ナゴヤ）、9回表に5番手で救援登板・完了、1回無失点[7]

### 背番号
- 58（2022年）
- 94（2025年[5] - ）